# Sophie Okonedo
Sophie Okonedo, född 11 augusti 1968 i London, är en brittisk skådespelare.
Okonedo spelade bland annat Paul Rusesabaginas fru Tatiana i filmen Hotell Rwanda, en roll som hon blev oscarsnominerad för 2005. Hon har även gästspelat i den brittiska science fiction-serien Doctor Who.

## Filmografi (urval)
- 1995 – Ace Ventura – Den galopperande detektiven rider igen
- 2002 – Dirty Pretty Things
- 2004 – Hotell Rwanda
- 2005 – Æon Flux
- 2006 – Stormbreaker
- 2006 – Tsunami - the aftermath (TV-serie)
- 2007 – Martian Child
- 2008 – Skin
- 2009 – The Secret Life of Bees
- 2011 – Örfilen (TV-serie)
- 2013 – After Earth
- 2016 – The Hollow Crown (TV-serie)